# Internet Explorer Administration Kit
Internet Explorer Administration Kit ou IEAK, é um complemento para o navegador Internet Explorer para uma organização crie uma versão customizada do navegador com suas necessidades, lançado pela Microsoft. Ele se parece com o CCK, do antigo navegador Netscape Navigator. O Knowledge do IEAK é testada para o MSCE. Versões recentes incluem:
- Internet Explorer Administration Kit 9 para o Internet Explorer 9
- Internet Explorer Administration Kit 8 para o Internet Explorer 8
- Internet Explorer Administration Kit 7 for Internet Explorer 7
- Internet Explorer Administration Kit 6 e 6 SP1, para o Internet Explorer 6 e 6 SP1
- Internet Explorer Administration Kit 5 e 5.5, para o Internet Explorer 5 e 5.5
- Internet Explorer Administration Kit 4 para o Internet Explorer 4
- IEAK para o Internet Explorer 3[1]

## IEAK 8
O IEAK para o Internet Explorer 8 pode ser usada por organizações para customizar as configurações do navegador, integrar complementos, trocar o logotipo do navegador por logotipos personalizados e gerenciar centralmente a distribuição do software. O IEAK consiste nos seguintes componentes:
- Assistente para Personalização do Internet Explorer, que permite que uma organização personalizar a configuração do navegador, e criar pacotes redistribuíveis com as personalizações aplicadas.
- Gerenciador de Perfis do IEAK, permite que se crie múltiplas composições de configurações e customizações do Internet Explorer.